# 20798 Verlinden
20798 Verlinden (2000 SH172) là một tiểu hành tinh vành đai chính được phát hiện ngày 27 tháng 9 năm 2000 bởi Nhóm nghiên cứu tiểu hành tinh gần Trái Đất phòng thí nghiệm Lincoln ở Socorro.